# Парламентські вибори у Вануату 2002
Парламентські вибори у Вануату відбулись 2 травня 2002 року. Прем'єр-міністром в результаті створення парламентської коаліції залишився представник партії Вануаку Едуард Натапеї.
Результати виборів до парламенту Вануату 2 травня 2002
| Партії та блоки                                        | Голоси | %    | Місця |
| ------------------------------------------------------ | ------ | ---- | ----- |
| Партія Вануаку                                         | 13 509 | 17.0 | 14    |
| Союз поміркованих партій                               | 11 989 | 15.1 | 15    |
| Національна об'єднана партія                           | 10 773 | 13.6 | 8     |
| Конфедерація зелених                                   | 3 701  | 4.7  | 2     |
| Народна прогресивна партія                             | 4 028  | 5.1  | 1     |
| Меланезійська прогресивна партія                       | 5 626  | 7.1  | 2     |
| Республіканська партія Вануату                         | 4 897  | 6.2  | 3     |
| Меланезійський фронт                                   | 1 596  | 2.0  | 1     |
| Безпартійні                                            | 23 126 | 29.6 | 6     |
| Разом                                                  |        | 100  | 52    |
| Джерело: [Архівовано 9 жовтня 2012 у Wayback Machine.] |        |      |       |